# Illja Korentschuk
Illja Ihorowytsch Korentschuk (ukrainisch Ілля Ігорович Коренчук; * 13. Januar 1995 in Kobryn, Belarus) ist ein ukrainischer Eishockeyspieler, der seit 2023 bei GKS Tychy in der Polska Hokej Liga spielt.

## Karriere

### Club
Illja Korentschuk begann seine Karriere als Eishockeyspieler beim HK Brest in seinem Geburtsland. 201l wechselte er zu Molodaja Gwardiya Donezk in die Molodjoschnaja Chokkeinaja Liga. In dieser Liga spielte er auch 2014/15 für Kristall Berdsk. 2015 zog es ihn zum HK Krementschuk in die ukrainische Liga. Nachdem er 2017 Topscorer und Torschützenkönig der Liga geworden war, wechselte er zum amtierenden Meister HK Donbas. Mit den Ostukrainern wurde er 2018, 2019 und 2021 ukrainischer Meister. Nachdem er ab Anfang 2022 an Altair Druschkiwka ausgeliehen war, wechselte er im Sommer 2022 nach Polen. Dort spielte er zunächst ei Jahr beim KS Toruń und seit 2023 bei GKS Tychy in der Polska Hokej Liga.

### International
Für die Ukraine nahm Korentschuk, der im Juniorenbereich nicht international eingesetzt wurde, erstmals an der Weltmeisterschaft der Division I 2022 teil. Dort spielte er auch 2023, als er gemeinsam mit seinem Landsmann Danyjil Tracht und dem Japaner Yūshirō Hirano drittbester Scorer hinter seinen Landsleuten Oleksij Worona und Ihor Mereschko und gemeinsam mit Tracht zweitbester Torschütze hinter Hirano wurde.

## Erfolge und Auszeichnungen
- 2017 Topscorer und Torschützenkönig der ukrainischen Eishockeyliga
- 2018 Ukrainischer Meister mit dem HK Donbas
- 2019 Ukrainischer Meister mit dem HK Donbas
- 2021 Ukrainischer Meister mit dem HK Donbas